# دانشکده هنرهای زیبا، هلسینکی

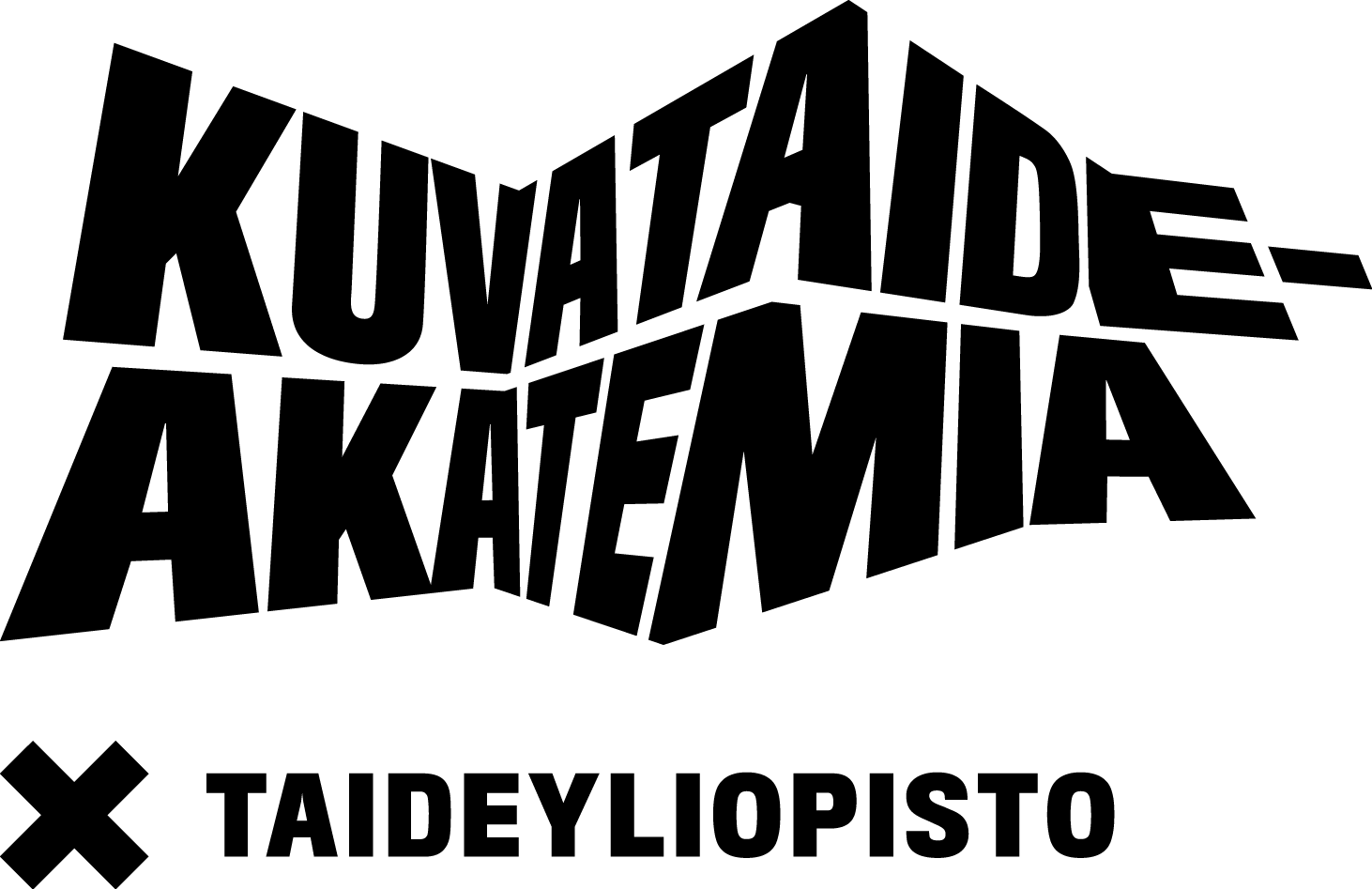
نشان‌وارهٔ رسمی دانشکدهٔ هنرهای زیبای هلسینکی - ۲۰۱۶

دانشکده هنرهای زیبای هلسینکی (فنلاندی: Kuvataideakatemia،سوئدی: Bildkonstakademin) بخشی از دانشگاه هنر هلسینکی است و بالاترین آموزش‌های نظری و عملی را در زمینه هنرهای زیبا در فنلاند ارائه می‌دهد.

## پیشینه
آکادمی در سال ۱۸۴۸ توسط یک بنیاد خصوصی به نام انجمن هنر فنلاند تأسیس شد که در آن زمان مدرسه نقاشی نامیده می‌شد.
در سال ۱۹۳۹ مدرسه آکادمی هنر فنلاند ، در سال ۱۹۸۵ به آکادمی هنرهای زیبا و سرانجام در اوایل سال ۱۹۹۳ به سطح دانشگاه ارتقا یافت. ۳٫۵ سال تحصیل تمام وقت منجر به اخذ مدرک لیسانس هنرهای زیبا می‌شود و دوره کارشناسی ارشد دو سال بیشتر طول می‌کشد.
در سال تحصیلی ۹۲–۱۳۹۱ تعداد دانشجویان حدود ۲۸۰ نفر بوده‌است. آکادمی هنرهای زیبا در واللیلا، در شمال شرقی هلسینکی قرار دارد.

## دانش آموختگان
- الین دانیلسون-گامبوگی، نقاش
- هیلدا فلودین، نقاش، مجسمه‌ساز
- هنری گرن هرمونن، هنرمند معاصر
- سینی ماننینن، نقاش
- ابا ماسالین، نقاش
- اوا رونَنِن، مجسمه‌ساز
- الیل سارینن
- تووه یانسون، هنرمند، تصویرگر، و خالق مومین‌ها